# Cycas cupida
Cycas cupida är en kärlväxtart som beskrevs av Paul Irwin Forster. Cycas cupida ingår i släktet Cycas, och familjen Cycadaceae. IUCN kategoriserar arten globalt som sårbar. Inga underarter finns listade i Catalogue of Life.